# 미남이시네요 (2011년 드라마)
미남이시네요(美男ですね 이케멘데스네[*])는 미남이시네요의 일본 리메이크작으로써 2011년 7월 15일부터 매주 금요일 22:00 ~ 22:54에 방송되고 있는 텔레비전 드라마이다. 첫 회는 21:00에 시작하여 2시간 3분 스페셜로 방송되었다. 주인공 타키모토 미오리, 타마모리 유타, 후지가야 타이스케, 야오토메 히카루는 이번 작품으로 민영 방송 연속 드라마 첫 출연과 동시에 첫 주연을 거머쥐었고, 특히 타키모토, 타마모리, 야오토메는 TBS 금요 드라마 사상 처음으로 1989년 이후에 태어난 배우가 주연을 맡은 주인공이 되었다.

## 등장 인물

### A.N.JELL
- 사쿠라바 미코(20) - 타키모토 미오리 (1인 2역) (아역 : 후루타치 유) - 렌과더블보컬,키보드. 좋아하는 것:별 (렌) 좋아하는사람:카츠라기 렌. 연인:카츠라기 렌, 싫어하는사람:NANA. 부모님직업:아빠는 작사가 이고 엄마는 가수연습생이다. 렌에게 비밀을 들킴. 렌에게 좋아한다고 고백받고 고백했다. 부모님은 두분다 돌아가셨다. 상처를 가지고 있다. 미오의 쌍둥이 동생. 가수연습생인 엄마가 돌아가신 이유는 렌의 엄마랑 관련이 있다. 렌엄마 때문에 렌에게 MISS YOU의 작사가 딸이란 것을 들켜서 눈물을 흘렸다. (이유는 렌엄마가 자신이 사랑했던 남자의 딸이라고 렌에게 소개했기 때문이다.) 렌과 마찬가지로 눈물을 흘린다. MISS YOU를 편곡한 렌에게 프로포즈를 받았다. 이곡으로 렌에게 프로포즈 받아서 정식으로 연인이 됐다.
- 카츠라기 렌(23) - 타마모리 유타 (Kis-My-Ft2) (아역 : 다나카 리오) - 리더,미코와더블보컬,기타. 좋아하는사람:사쿠라바 미코. 연인:사쿠라바 미코, 싫어하는사람:엄마, NANA 부모님직업:엄마는 가수이다. 미코의 비밀을 알고있는 유일한 사람. (미코의 부모님이 돌아가신것을 알고 있다.) 미코의 아버지를 미워한다. 미코에게 좋아한다고 고백하고 고백받았다. 미코와 비슷한 상처를 가지고 있다. 미코의 아버지는 미워하지만 미코는 안미워 한다. 미코에게는 별이라고 불리고 있다. 자신의 엄마에게 미코가 MISS YOU의 작사가 딸이자 자신이 사랑했던 남자의 딸이라고 소개했다가 눈물을 흘렸다. 미코와 마찬가지로 눈물을 흘린다. MISS YOU를 편곡해서 자신이 부르고 미코에게 이곡으로 미코에게 프로포즈 해서 정식으로 연인이 됐다.
- 후지시로 슈(23) - 후지가야 타이스케 (Kis-My-Ft2) - 기타,랩. 좋아하는사람:사쿠라바 미코
- 혼고 유키(21) - 야오토메 히카루 (Hey! Say! JUMP) - 드럼. 좋아하는사람:사쿠라바 미코
- 사쿠라바 미오(20) - 타키모토 미오리 (1인 2역) (아역 : 후루타치 쿠) - 미코의 쌍둥이 오빠.

### A.J ENTERTAINMENT
- 안도 히로시(45) - 다카시마 마사노부
- 마부치 하지메(48) - 야나기사와 싱고
- RINA(29) - 가타세 나나
- 사와키 유미코 - 노세 안나

- 연습생 - 노다 유야, 후쿠다 유타, 다쓰미 유다이, 고시오카 유키, 마쓰자키 유스케, 가토 유키히로, 에다 츠요시, 마쓰모토 코타, 야마모토 료타, 하야시 쇼타, 이케다 유

- 연습생 - 다카하시 류, 후쿠시 노부키, 도미오카 겐토, 아키야마 다이가, 이나바 히카루

A.J ENTERTAINMENT 스튜디오에서 미코와 함께 댄스 레슨을 받고 있던 남자 멤버들.

### 연예계 관계자
- NANA - 고지마 하루나
- 토오루(30) - 타노싱고
- 미즈사와 레이코(50) - 만다 히사코
- 다치바나 게이스케 - 사쿠라이 히지리

레이코의 매니저.

### 주간지 기자
- 데구치 - 롯카쿠 세이지
- 하시모토 - 야마자키 시게노리
- 바바 - 시미즈 유타카

### 그 외
- 사쿠라바 시게코(42) - 이모리 미유키

미코·미오의 고모.
- 수도원 원장 - 가지 메이코 (특별 출연)

### A.N.JELL 팬클럽
- 미사키 - 다카하시 마이코
- 나나미 - 아오이
- 아유미 - 아이즈미 모에리

### 특별 출연
제1화
- 고다 구미 (본인 역)

- 하라다 - 이시자카 고지

고아원 원장.
- 고아원 아이들 - 타니 카논, 혼다 미유, 나가시마 데루미, 우치다 준키, 가스가 가논, 사사하라 나오키, 아오야마 가즈야, 요시다 아카네

제2화
- A.J ENTERTAINMENT 경비원 - 야시바 도시히로

제3화
- 미오가 디저트를 먹으러 간 가게의 웨이트리스 - 우치다 미카코
- 미오가 간 옷가게 점원 - 야베 유키코
- 렌을 멘이라고 말한 여자 - 아오키 가즈요
- 노점상 - 후지모토 료
- NANA의 사진을 휴대전화로 찍은 남자 - 쓰지모토 유토

제4화
- 뉴스 캐스터 - 마스다 나오히로 (TBS 아나운서)

제5화
- PV 감독 - 아베 가쓰노리
- 인형을 산 가게 점원 - 이시즈카 요시유키 (아리to키리기리스)
- 기지마 - 구보조노 준이치

사운드 라이프 편집장.
제6화
- 카토리 싱고  (본인 역)
- 슈가 아로마 향초를 산 가게 점원 - 야나이 유키
- 시게코 친구 - 니시다 카오루, 이케다 유미코

제8화
- 장근석 (본인 역)
- NANA를 취재한 기자 - 마쓰카와 다카히로
- 카메라맨 - 고시무라 유이치
- 탑승 아나운서 등의 목소리 - 야마다 아이리 (TBS 아나운서)
- 공항 스태프 - 와타나베 아리나

최종화
- 콘서트 스태프 - 키타야마 히로미츠 (Kis-My-Ft2)
- 콘서트 조명 스태프 - 니시무라 유

## 부제·시청률
| 각 화                                                     | 방송일          | 부제 | 각본              | 연출          | 시청률 |
| --------------------------------------------------------- | --------------- | --- | ----------------- | ------------- | ------ |
| 제1화                                                     | 2011년 7월 15일 | 한국 No.1 가슴 두근거리는 러브 스토리가 일본 상륙!! 꽃미남 밴드 새 멤버는 여자!? 사랑의 사각관계가 시작된다! 韓国No.1超胸キュンラブストーリーが日本上陸!! イケメンバンド新メンバーは女の子!? 恋の四角関係始まる | 다카하시 마키     | 쓰보이 도시오 | 10.9%  |
| 제2화                                                     | 2011년 7월 22일 | 사랑의 첫 라이브!! 恋の初ライブ!! | 다카하시 마키     | 히라노 슌이치 | 11.0%  |
| 제3화                                                     | 2011년 7월 29일 | 너무나 슬픈 키스... 切なすぎるキス… | 야마우라 마사히로 | 히라노 슌이치 | 8.3%   |
| 제4화                                                     | 2011년 8월 5일  | 고백!! 전해져라...서글픈 짝사랑 告白!! 届け…切ない片想い | 다카하시 마키     | 오사와 유키   | 7.7%   |
| 제5화                                                     | 2011년 8월 12일 | 정말 키스한 거야!? マジでキスした!? | 다카하시 마키     | 쓰보이 도시오 | 9.9%   |
| 제6화                                                     | 2011년 8월 19일 | 그녀는 내거야 彼女は俺のモノだ | 야마우라 마사히로 | 히라노 슌이치 | 8.9%   |
| 제7화                                                     | 2011년 8월 26일 | 운명적인 키스와 기적적인 고백!! 運命のキスと奇跡の告白!! | 다카하시 마키     | 히라노 슌이치 | 9.9%   |
| 제8화                                                     | 2011년 9월 2일  | 장근석 드디어 등장!! チャングンソク遂に登場!! | 다카하시 마키     | 쓰보이 도시오 | 10.1%  |
| 제9화                                                     | 2011년 9월 9일  | 최종장 이별... 잔혹한 운명!! 最終章別れ…残酷な運命!! | 야마우라 마사히로 | 오사와 유키   | 10.0%  |
| 제10화                                                    | 2011년 9월 16일 | 최종화 전편 - 충격의 진실!! 最終話前編－衝撃の真実!! | 다카하시 마키     | 히라노 슌이치 | 11.1%  |
| 최종화                                                    | 2011년 9월 23일 | 운명의 재회... 마지막 고백 運命の再会…最後の告白 | 다카하시 마키     | 쓰보이 도시오 | 11.5%  |
| 평균 시청률 9.94% (시청률은 간토 지구 비디오 리서치 조사) |                 | |                   |               |        |

- 제2화는 2011 일본 프로 야구 올스타전 제1차전 중계로 인해 22:30 ~ 23:24에 방송되었다.

## 제작진
- 원작 - 한국 드라마 미남이시네요 (SBS)
- 각본 - 다카하시 마키, 야마우라 마사히로
- 음악 - 이치카와 준, michitomo
- 프로듀서 - 다카하시 마사나오
- 협력 프로듀서 - 가토 쇼이치
- 연출 - 쓰보이 도시오, 히라노 슌이치, 오사와 유키
- TD - 다카후지 야스마사
- 촬영 - 다카야나기 도모유키
- 영상 - 오다카 히로부미
- 조명 - 곤도 아키히토
- 음성 - 구와바라 다쓰로
- 편집 - 야마다 히로시
- 예고편집 - 사토 유카
- CG - 나카무라 준
- 선곡 - 이나카와 소
- 음향효과 - 다니구치 히로키
- MA - 미야자키 마사히로
- 음악 코디네이터 - 미조구치 다이고, 久世烈
- 미술 프로듀서 - 아오키 유카리
- 미술 디자인 - 후나야마 와카코
- 미술 제작 - 다카다 유스케
- 장식 - 스즈키 마사야
- 장치 - 다나카 겐이치
- 대도구조작 - 후지와라 고조
- 식목장식 - 가네코 도시하루
- 건구 - 오사키 겐이치
- 전식 - 아타리 히토시
- 생화 - 도야마 도오루
- 스타일리스트 - 구리타 야스오미
- 의상 - 고스게 다이치
- 메이크업 - 야마구치 아키코
- 전속 메이크업 - 후쿠시마 구미코
- 특도구 - 야마자키 에리
- 협력 - 미도리야마 스튜디오 시티, AVC, BULL, 주식회사 지니어스, TLC, 주식회사 니치온, 돌핀즈, 다카하시 레이싱, STUNT TEAM Gocoo
- 편성 - 후쿠다 겐타로, 도키마츠 다카요시
- 선전기획 - 야키야마 마사토
- 선전담당 - 다나카 미즈호
- 컨텐츠사업 - 나카타니 야요이, 야나오카 마이코
- 모바일 - 다카야마 미사키, 사이토 사야카
- 스틸 - 니시조노 유스케
- 인터넷 - 도요이즈미 마유
- Web 디자인 - 시모카와 메구미
- Special Support - 쓰루 마사아키, 야마구치 도모히로, 가쓰라 모토카즈, 사가라 히사오, 사이토 다카유키, 아라키 겐이치, 나카노 싱고, 이노시타 마사미, 나카가와 기요시, 모리 가즈야
- 제작담당 - 후쿠자와 다이스케
- 기록 - 다무라 스미
- 방송 데스크 - 오자와 미치코
- 조연출 - 모리시마 마사야
- 보조 프로듀서 - 다나카 겐타, 야기 아미
- 제작저작 - TBS

## 주제가
- Kis-My-Ft2 - Everybody Go (avex trax)